# Geopachyiulus nematodes
Geopachyiulus nematodes är en mångfotingart som först beskrevs av Robert Latzel 1884.  Geopachyiulus nematodes ingår i släktet Geopachyiulus och familjen kejsardubbelfotingar. Inga underarter finns listade i Catalogue of Life.